# Wilhelm Büsing
Wilhelm Büsing, Willi Büsing (ur. 2 marca 1921 w Jade, zm. 25 czerwca 2023 tamże) – niemiecki jeździec sportowy. Dwukrotny medalista olimpijski z Helsinek.
Sukcesy odnosił we Wszechstronnym Konkursie Konia Wierzchowego. Zawody rozegrane w 1952 w ramach XV Letnich Igrzysk Olimpijskich w Helsinkach były jego jedynym w karierze startem w igrzyskach olimpijskich. Zdobył brązowy medal w konkursie indywidualnym, a także srebrny medal w rywalizacji drużynowej. Startował na koniu Hubertus, reprezentację Niemiec tworzyli ponadto Klaus Wagner i Otto Rothe. W 1954 zajął drugie miejsce w drużynie podczas mistrzostw Europy. Jako trener współpracował z reprezentacją Niemiec, m.in. podczas XVI Letnich Igrzysk Olimpijskich Melbourne 1956, XVII Letnich Igrzysk Olimpijskich Rzym 1960 i XVIII Letnich Igrzysk Olimpijskich Tokio 1964.